# Renault Trucks
Renault Trucks, tidigare Renault Véhicules Industriels (RVI), är en fransk lastbilstillverkare med huvudkontor i Saint-Priest.
Renault Trucks var tidigare en del av Renault men ingår idag i Volvokoncernen. Sedan år 2000 är Renault Trucks tillsammans med Mack Trucks helägda dotterbolag inom Volvokoncernen.

## Historia
Lastbilstillverkaren Saviem grundades 1955 genom Renaults sammanslagning av den egna nyttofordonstillverkning och tillverkarna Somua och Latil. Saviem blev Renaults varumärke på lastbilssidan. 1975 övertog man Berliet på initiativ av ägaren den franska staten. 1978 slogs Saviem samman med Berliet och fick 1979 namnet Renault Véhicules Industriels. 1967–1977 samarbetade man med MAN Nutzfahrzeuge. Man ingick även i samarbetet De fyras klubb tillsammans med Volvo, DAF och Klöckner-Humboldt-Deutz (Magirus) på 1970-talet.
1997 inleddes ett nära samarbete med Sisu. Sisu är idag huvudman för Renaults Trucks i Finland och företagen kompletterar varandra på marknaden. Sisus tyngdpunkt i samarbetet ligger på terränglastbilar.

## Lastbilsserier

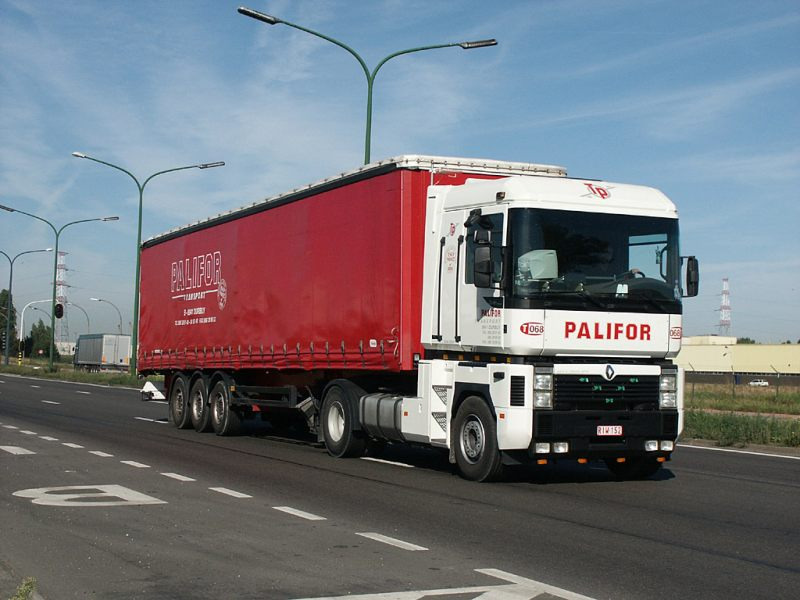
Renault Magnum.

### Delivery Range
- Renault Master
- Renault Maxity

### Distribution Range
- Renault Trucks D
- D Wide

### Construction Range
- Renault Trucks C
- Renault Trucks K

### Long Distance Range
- Renault Trucks T

## Tillverkade
| År   | Mascott | Kerax  | Midlum | Premium | Magnum | Sisu |
| ---- | ------- | ------ | ------ | ------- | ------ | ---- |
| 2000 | 11 982  | 6 834  | 14 792 | 19 341  | 8 209  |      |
| 2001 | 11 528  | 7 967  | 12 764 | 17 918  | 7 027  |      |
| 2002 | 11 446  | 7 677  | 12 545 | 16 150  | 7 848  |      |
| 2003 | 9 797   | 6 674  | 12 801 | 15 567  | 7 516  | 45   |
| 2004 | 11 574  | 7 063  | 16 018 | 17 250  | 8 801  | 49   |
| 2005 | 12 461  | 8 800  | 15 484 | 18 991  | 8 202  |      |
| 2006 | 14 572  | 9 488  | 12 345 | 22 543  | 6 965  |      |
| 2007 | 6 223   | 8 336  | 11 819 | 27 404  | 8 088  |      |
| 2008 | 7 295   | 8 901  | 10 467 | 28 330  | 7 455  |      |
| 2009 | Summa   | 37 485 |        |         |        |      |
| 2010 | Summa   | 45 588 |        |         |        |      |